# Alt Rehse
Alt Rehse is een plaats en voormalige gemeente in de Duitse deelstaat Mecklenburg-Voor-Pommeren en maakt deel uit van de gemeente Penzlin in het district Mecklenburgische Seenplatte.
Alt Rehse telt 362 inwoners.